# Long Courrier (album)
Pour les articles homonymes, voir Long Courrier.
Albums de BB Brunes
BB Brunes
(2010) Puzzle
(2017)
Singles
1. Coups et Blessures
Sortie : 26 juin 2012
2. Stéréo
Sortie : 9 novembre 2012
3. Aficionado
Sortie : 12 avril 2013
4. Bye Bye
Sortie : 8 octobre 2013

Long Courrier est le troisième album studio du groupe de rock français BB Brunes. Il est sorti sur le label Warner Music le 21 septembre 2012.
L'album a été enregistré entre Paris, Londres et New York,, en collaboration avec le producteur britannique Alan O'Connell qui a précédemment travaillé avec Gossip et Bloc Party. Le groupe a voulu, selon ses propres propos, prendre un nouveau tournant par rapport au style musical rock qui caractérisait ses deux premiers opus; les chansons de l'album, qualifiées par certains critiques de plus pop, intègrent par exemple claviers et sons synthétiques,,.
Trois single sont issus de l'album, intitulés Coups et Blessures, Stéréo et Aficionado, est sorti le 2 juillet 2012. Une tournée française, accompagnant la sortie de l'album, est prévue du 3 octobre 2013 au mois d'avril 2014.

## Genèse et contexte de l'album
Après leurs deux premiers albums Blonde comme moi (2007) et Nico Teen Love (2009) aux accents rock, le groupe entame un virage artistique avec un style plus pop. Adrien Gallo explique que le groupe « avait vraiment envie de surprendre les gens », avec « un son plus électronique » et des influences de musiciens français tel que Étienne Daho, Christophe ou encore Elli et Jacno. Le premier single Coups et Blessures sert à promouvoir la nouvelle orientation musicale du groupe.
Début 2011, le groupe se retrouve au studio Le Hameau en Basse-Normandie, le même studio où Nico Teen Love a été enregistré. Ils y enregistrent quelques morceaux. Adrien Gallo explique lors de l'émission Panorama de RTS qu'à ce moment-là, le groupe était confus quant à l'orientation musicale de l'album et que cela s'est fait sur le temps. Les chansons sont conçues à New York aux États-Unis où Adrien Gallo a vécu pendant une année. Elles sont enregistrées lors d'une session d'un mois au studio Eastcote à Londres, au Royaume-Uni.

## Accueil

### Accueil critique
L'album est bien accueilli par la critique musicale professionnelle. Pour Sophie Rosemont de Music Story, « sans pour autant renoncer à ses premières amours rock vintage, le groupe colle désormais à l’air du temps avec toute son énergie post adolescente ». Elle souligne le côté accessible à l'écoute du disque en expliquant « comme son nom ne l’indique pas, Long Courrier est accessible, léger, et ne demande pas de préparation préalable ». Pour Frédéric Mangard de Charts in France, « ce troisième opus en finit avec les stéréotypes classant BB Brunes au rang de petits jeunes au succès bien éphémère. Le groupe a su se définir une nouvelle identité plus audacieuse, collant à son époque. Long Courrier est une invitation au voyage, à travers les nouvelles terres de BB Brunes. Nous conduisant sur de nouvelles pistes parfois mordant même au bord des genres sans jamais faire de sortie de route ».
C. Larrede des Inrocks annonce être de prime abord dubitatif lors qu'un groupe annonce un « virage créatif radical ». « D'autant que les quatre garçons dans le vent de l’ex-nouveau rock français ont reçu un container de synthés vintage. Le gros son prédomine, Prince est à plusieurs reprises l’ange tutélaire et Christophe, Daho ou Taxi Girl sont désormais devenus fréquentables pour les BB Brunes ». Larrede explique qu'au final les « refrains electro-pop, sexy et ondoyants rebuteront peut-être les fans hardcore mais épateront les autres en imposant l'imagerie et l'esthétique d'un presque nouveau groupe, qui s'invite avec grâce dans notre époque ». Pour Stéphane Davet du Monde « les chansons de Long Courrier évoquent l'héritage d'une pop française qui, dans les années 1980, réconciliait déjà rock branché et chanson française, par le biais sautillant des synthétiseurs ».

## Classement des ventes
| Classement (2012)            | Meilleure position |
| ---------------------------- | ------------------ |
| Belgique (Wallonie Ultratop) | 20                 |
| France (SNEP)                | 10                 |
| Suisse (Schweizer Hitparade) | 76                 |

### Certifications
| Pays          | Certifications |
| ------------- | -------------- |
| France (SNEP) | Platine        |

## Fiche technique

### Liste des chansons
Toute la musique est composée par Adrien Gallo, la production est réalisée par Wladimir Pandolfo.
| No  | Titre              | Musique                      | Durée |
| --- | ------------------ | ---------------------------- | ----- |
| 1.  | Grande Rio         |                              | 3:28  |
| 2.  | Coups et Blessures |                              | 3:57  |
| 3.  | Bye Bye            |                              | 4:11  |
| 4.  | Stéréo             |                              | 3:29  |
| 5.  | Hémophile          | Félix Hemmen                 | 2:57  |
| 6.  | Rue de Buci        |                              | 3:23  |
| 7.  | Long Courrier      |                              | 3:16  |
| 8.  | Lala Queen         | Félix Hemmen, Bérald Crambes | 3:28  |
| 9.  | Aficionado         |                              | 3:30  |
| 10. | Police Déprime     |                              | 3:23  |
| 11. | RIP                |                              | 3:04  |
| 12. | Au garde à vous    |                              | 3:20  |

Une édition De Luxe parait en novembre 2013, comprenant un DVD mais aussi de nouvelles versions des chansons de l'album, dont des duos.
| No  | Titre                               | Durée |
| --- | ----------------------------------- | ----- |
| 1.  | Bye Bye, avec Vanessa Paradis       | 4:08  |
| 2.  | Lala Queen, avec Oxmo Puccino       | 3:37  |
| 3.  | Stéréo, avec Keren Ann              | 3:26  |
| 4.  | Long Courrier, avec Benjamin Biolay | 3:15  |
| 5.  | Police Déprime, avec HollySiz       | 3:21  |
| 6.  | Wolfman, avec Carl Barât            | 2:23  |
| 7.  | Adieu                               | 2:17  |
| 8.  | En ce qui me consterne              | 2:31  |
| 9.  | Grande Rio (preprod)                | 3:30  |
| 10. | Lala Couine Inc.                    | 2:51  |
| 11. | Stéréo (Jupiter Remix)              | 3:31  |